# Immenstadt
Immenstadt (Immenstadt im Allgäu) est une ville allemande de Bavière située dans la circonscription de la Souabe.

## Géographie
Immenstadt est située dans les Alpes bavaroises et est entourée d'un grand lac de 2,4 km2 et d'un petit lac.

## Tourisme
Immenstadt est une station estivale.

## Jumelage
Lillebonne (France)
 Wellington (Grande-Bretagne)

## Personnalités
- Waltraud Funk (1957-), sculptrice et photographe allemande, née à Immenstadt.
- Klaus Nomi (1944-1983), chanteur, né à Immenstadt.

## Galerie

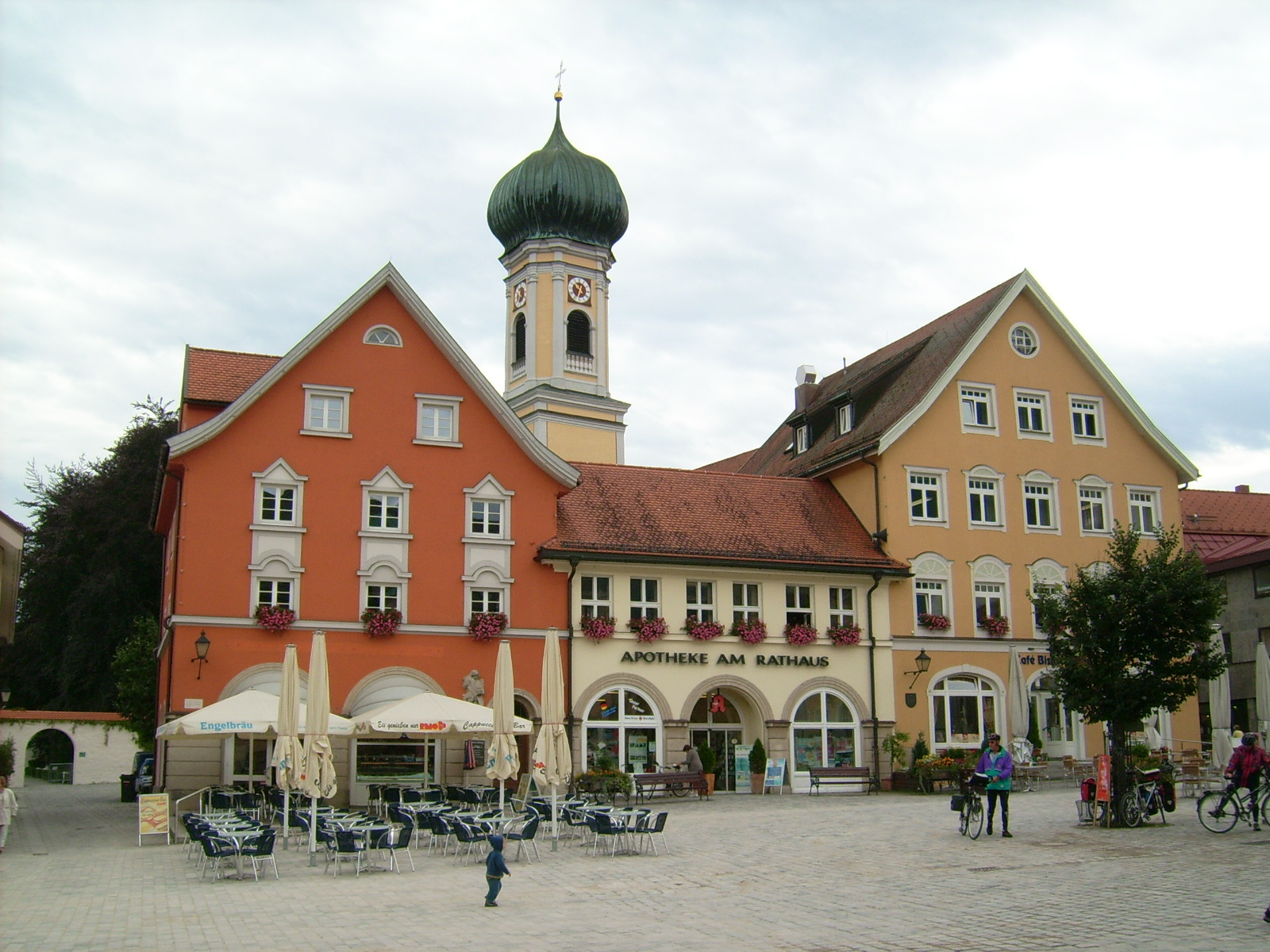
Vieille-ville d'Immenstadt.
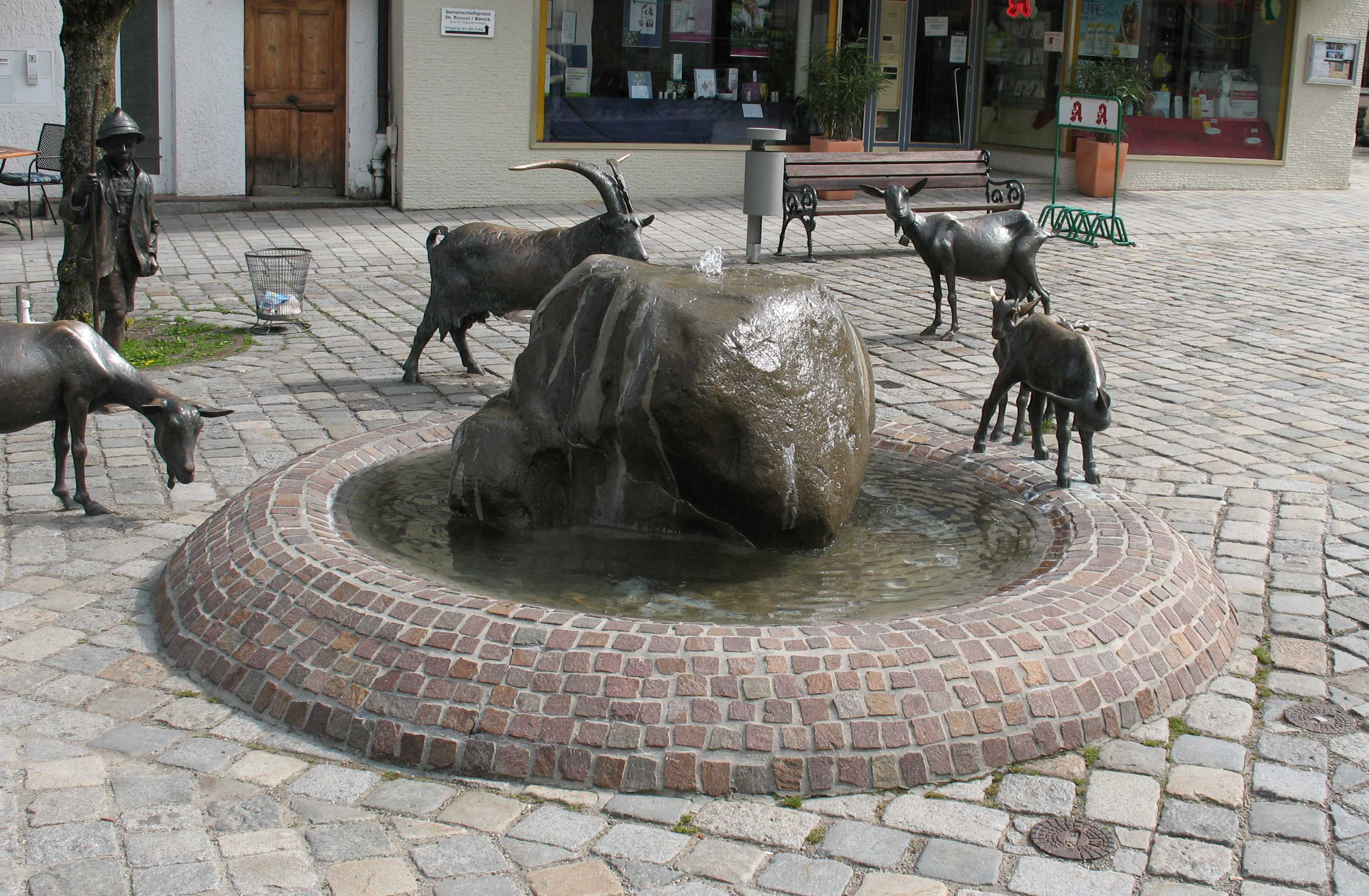
Fontaine aux chèvres, sculpture de Willi Tannheimer.